# Voo Air Florida 90
O voo 90 de Air Flórida era um voo regular doméstico de passageiros operado pela Air Flórida do aeroporto nacional Ronald Reagan de Washington ao Aeroporto Internacional de Fort Lauderdale-Hollywood, com uma escala no aeroporto de Tampa. Em 13 de janeiro de 1982 o Boeing 737-222 registro N62AF que fazia esta rota caiu na Ponte da 14th Street sobre o Rio Potomac, a duas milhas da Casa Branca.
A aeronave golpeou contra a ponte, por onde passa a Interestadual 395 entre Washington, D.C. e o Condado de Arlington, Virgínia. Bateu contra vários veículos na ponte e despedaçou 30 metros do parapeito antes de mergulhar no gelo do rio Potomac. O avião levava 74 passageiros e 5 tripulantes. Quatro passageiros e uma comissária de bordo foram resgatados e sobreviveram. Outro passageiro, Arland D. Williams, Jr., ajudou no resgate dos sobreviventes, mas afogou antes de ser resgatado. Quatro motoristas na ponte também morreram. Os sobreviventes foram resgatados do rio congelado por civis e profissionais. O presidente Ronald Reagan elogiou estes atos durante o seu discurso do Estado da União poucos dias a seguir.
O NTSB determinou que a causa do acidente foi um erro dos pilotos que não ativaram os sistemas de proteção contra o gelo interno dos motores, usaram o empuxo reverso numa tempestade de neve antes da decolagem, tentaram usar a saída de gases de um avião a frente deles para derreter o gelo no Boeing 737, e falharam em abortar a decolagem depois de detectar um problema de potência enquanto correm na pista do aeroporto vendo o gelo e neve se acumulando nas asas.

## Avião
O aparelho acidentado era um Boeing 737-222, com registro N62AF, fabricado em 1969 e anteriormente operado pela United Airlines com o prefixo N9050U. Foi vendido a Air Flórida em 1980. O avião estava equipado com dois motores Pratt & Whitney JT8D-9A e tinha mais de 27 000 horas de voo antes do acidente.

## Tripulação
O piloto de 34 anos Larry Wheaton, fora contratado pela Air Flórida em outubro de 1978 como primeiro oficial. Foi promovido a capitão em agosto de 1980. No momento do acidente tinha umas 8 300 horas de voo, com 2 322 horas de experiência em reatores comerciais (todas com a Air Flórida). Ele acumulou 1 752 horas no Boeing 737, das quais 1 100 eram como capitão.
Wheaton foi descrito pelos seus colegas como uma pessoa quieta, com boas habilidades e conhecimentos operacionais, que trabalhava bem em situações de voo com muito ônus de trabalho. A liderança do capitão foi descrito como semelhante ao de outros pilotos. Porém, em 8 de maio de 1980, foi suspenso após suspender um controle em linha da companhia no Boeing 737, achando-se que não aprovava nas seguintes áreas: aderência a regulamentos, uso de lista de verificação, procedimentos de voo, como partidas e controle de cruzeiro, aproximações e pousos. Porém reiniciou as suas tarefas após aprovar um novo exame em 27 de agosto. Em 24 de abril de 1981 o capitão recebeu uma pontuação insatisfatória numa prova recorrente de conhecimentos da companhia quando mostrou deficiências em temas de cor, conhecimentos dos sistemas do avião e limitações do aparelho. Três dias depois foi aprovado numa prova de recuperação de conhecimentos.
O primeiro oficial, Roger Pettit, de 31 anos, fora contratado pela Air Flórida em 3 de outubro de 1980 como primeiro oficial do Boeing 737. No momento do acidente tinha 3 353 horas de voo, das quais 992 foram com 737 na Air Flórida. Desde outubro de 1977 até outubro de 1980 fora piloto de caça na USAF, acumulando 669 horas de voo como examinador de voo e piloto instrutor, e como instrutor de solo numa unidade operacional de F-15.
O primeiro oficial foi descrito pelos seus amigos e outros pilotos como um indivíduo engenhoso, brilhante e aberto com um excelente domínio das habilidades físico e mentais no avião. Os que voaram com ele durante operações de voo estressantes disseram que durante esses momentos mostrava as mesma habilidades e permanecia engenhoso e agudo, "quem conhecia suas limitações".

## Plano de fundo

### As condições meteorológicas
Em 13 de janeiro de 1982, o Aeroporto Nacional de Washington (DCA) foi fechado por uma forte tempestade de neve que produziu 6,5 polegadas (16,5 cm) de neve. Ele reabriu ao meio-dia em condições marginais quando a neve começou a diminuir.
Naquela tarde, o avião deveria retornar ao Aeroporto Internacional de Fort Lauderdale-Hollywood, em Dania, Flórida, com escala intermediária no Aeroporto Internacional de Tampa. O horário de partida programado sofreu um atraso de cerca de 1 hora e 45 minutos devido ao acúmulo de chegadas e partidas devido ao fechamento temporário do Aeroporto Nacional de Washington. Enquanto o avião estava pronto para decolar do DCA, uma nevasca moderada continuou e a temperatura do ar estava em 24º F (−4° C).

### Procedimentos de degelo impróprios
O Boeing 737 foi descongelado com uma mistura de água aquecida e monopropilenoglicol pela American Airlines, sob um acordo de serviço em terra com a Air Florida. Esse acordo especificava que cobre para os tubos de pitot, portas estáticas e entradas de motor tiveram que ser usadas, mas os funcionários da American Airlines não cumpriram essas regras. Um veículo de degelo foi usado por dois operadores diferentes, que escolheram porcentagens de mistura amplamente diferentes para descongelar os lados esquerdo e direito da aeronave. O teste subsequente do caminhão de degelo mostrou que "a mistura dispensada diferia substancialmente da mistura selecionada" (18% reais vs. 30% selecionados). A mistura imprecisa foi o resultado da substituição do bico padrão, "... que é especialmente modificado e calibrado, por um bico não modificado disponível comercialmente." O operador não tinha como determinar se as válvulas dosadoras estavam operando corretamente porque nenhum "monitor de mistura" foi instalado no bico.

## Voo e acidente

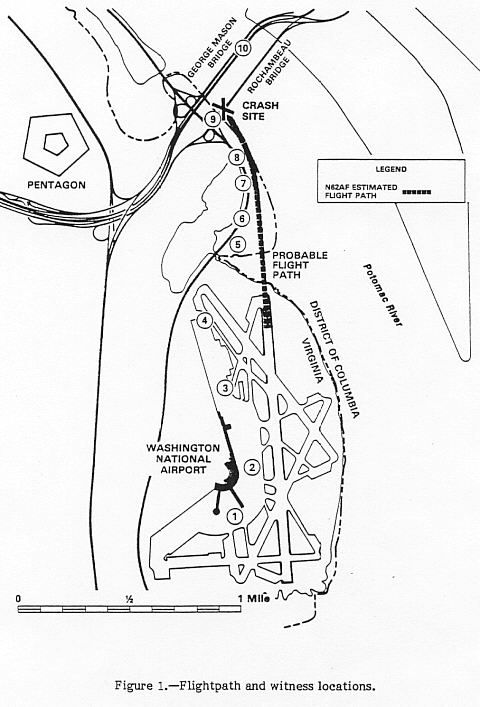
Esquema do NTSB da trajetória de voo para o voo Air Florida 90

O avião teve problemas para sair do portão quando o motor de reboque dos serviços de solo não conseguiu se movimentar devido ao excesso de neve. Por cerca de 30 a 90 segundos, a tripulação tentou se afastar do portão usando o empuxo reverso dos motores (um powerback), o que se mostrou inútil. Os boletins de operação da Boeing alertaram contra o uso de empuxo reverso nesses tipos de condições.
Eventualmente, uma unidade de rebocador de solo devidamente equipada com correntes para neve foi usada para empurrar a aeronave para trás do portão. Após deixar o portão, a aeronave esperou em uma fila de táxi com muitas outras aeronaves por 49 minutos antes de chegar à pista de decolagem. O piloto aparentemente decidiu não retornar ao portão para reaplicação do degelo, temendo que a partida do voo demorasse ainda mais. Mais neve e gelo se acumularam nas asas durante aquele período, e a tripulação estava ciente disso quando decidiu fazer a decolagem.  A neve pesada estava caindo durante a corrida pra decolagem às 15h59 EST (16h59 UTC-3, 20h59 UTC).
Embora a temperatura externa estivesse bem abaixo de zero e nevasse, a tripulação não ativou o sistema anti-gelo do motor.  Este sistema usa o calor dos motores para evitar que os sensores congelem, garantindo leituras precisas.

Durante a execução da lista de verificação pré-decolagem, ocorreu o seguinte trecho da conversa captada no gravador de voz da cabine:
CAM-2: Aquecimento da cabine?
CAM-1: Ligado.
CAM-2: Anti-gelo?
CAM-1 Desligado.
Apesar da condição de congelamento com temperatura de cerca de 24° F (-4° C), a tripulação falhou em ativar os sistemas anti-gelo do motor, que fez com que os indicadores de empuxo da razão de pressão do motor (EPR) fornecessem leituras falsas.  A configuração correta de potência do motor para a temperatura e altitude do Aeroporto Nacional de Washington na época era 2,04 EPR, mas foi posteriormente determinado a partir da análise do ruído do motor registrado no gravador de voz da cabine de comando que a potência real de saída correspondeu a uma razão de pressão do motor de apenas 1,70.
Nenhum dos pilotos tinha muita experiência em voar em clima frio e com neve. O capitão fez apenas oito decolagens ou pousos em condições de neve no 737, e o primeiro oficial voou na neve apenas duas vezes.
Somando-se aos problemas do avião estava a decisão dos pilotos de manobrar atrás de um DC-9 que estava taxiando um pouco à frente deles antes da decolagem, devido à sua crença equivocada de que o calor dos motores do DC-9 derreteria a neve e o gelo que havia se acumulado nas asas do voo 90. Essa ação, que ia especificamente contra as recomendações do manual de voo para uma situação de gelo, na verdade contribuiu para o gelo no 737. Os gases de escape da outra aeronave derreteram a neve nas asas, mas durante a decolagem, em vez de cair do avião, a mistura de lama congelou nas bordas dianteiras das asas e no cone do nariz de entrada do motor.
Quando a corrida para decolagem começou, o primeiro oficial observou várias vezes ao capitão que as leituras do painel de instrumentos que ele estava vendo não pareciam refletir a realidade (ele estava se referindo ao fato de que o avião não parecia ter desenvolvido tanta potência quanto ele necessários para a decolagem, apesar dos instrumentos indicarem o contrário). O capitão descartou essas preocupações e deixou a decolagem prosseguir. Os investigadores determinaram que havia muito tempo e espaço na pista para que o capitão abortasse a decolagem e criticaram sua recusa em ouvir seu primeiro oficial, que estava correto ao dizer que as leituras do painel de instrumentos estavam erradas. O piloto foi instruído a não atrasar porque outra aeronave estava a 2,5 milhas (4 km) na aproximação final para a mesma pista.  

A seguir a transcrição do gravador de voz da cabine do voo 90 durante a aceleração do avião na pista:
15:59:32 CAM-1 Ok, seus aceleradores.
15:59:35 [SOM DA TURBINA SE MOVIMENTANDO]
15:59:49 CAM-1 Avise se você precisar dos limpadores.
15:59:51 CAM-1 Está rolando. Muito frio aqui, muito frio.
15:59:58 CAM-2 Deus, olhe isso. Isso não parece certo, não é? Ah, isso não está certo.
16:00:09 CAM-1 Sim, oitenta nós.
16:00:10 CAM-2 Não, não acho isso certo. Ah, talvez seja.
16:00:21 CAM-1 Cento e vinte.
16:00:23 CAM-2 Não sei.
16:00:31 CAM-1 V 1. Rotação, V 2 .
Quando o avião decolou brevemente, o gravador de voz da cabine captou os últimos minutos do breve voo, com o som do stick-shaker (um dispositivo que avisa que o avião está em perigo de estolar) ao fundo (CAM-1: capitão; CAM-2: primeiro oficial; TWR: Torre de controle do Aeroporto Nacional de Washington):
16:00:39 [SOM DO STICK SHAKER INICIA E CONTINUA ATÉ O IMPACTO]
16:00:41 TWR: Palm 90 comunique-se com o controle de saída.
16:00:45 CAM-1 Avançar, avançar, fácil. Queremos apenas quinhentos.
16:00:48 CAM-1 Vamos para a frente ... para a frente, mal estamos subindo.
16:00:59 CAM-1 Estol, estamos caindo!
16:01:00 CAM-2 Larry, vamos cair, Larry ....
16:01:01 CAM-1 Eu sei!
16:01:01 [SOM DE IMPACTO]
A aeronave percorreu quase meia milha (800 m) mais abaixo na pista do que o normal antes da decolagem ser realizada. Os sobreviventes do acidente indicaram que a viagem na pista foi extremamente difícil, com o sobrevivente Joe Stiley - um empresário e piloto privado - dizendo que acreditava que eles não iriam decolar e "cairiam ao final da pista". Quando o avião decolou, Stiley disse a seu colega de trabalho (e sobrevivente) Nikki Felch para assumir a posição de impacto, com alguns passageiros próximos seguindo seu exemplo.
Embora o 737 tenha conseguido decolar, atingiu uma altitude máxima de apenas 352 pés (107 m) antes de começar a perder altitude. Gravadores mais tarde indicaram que a aeronave estava no ar por apenas 30 segundos. Às 16h01 EST (17h01 UTC-3, 21h01 UTC), ele bateu na ponte da 14th Street através do Rio Potomac, a 0,75 nm (1 390 m) do final da pista. O avião atingiu seis carros e um caminhão na ponte e arrancou 97 pés (30 m) da grade da ponte e 41 pés (12 m) da parede da ponte.  A aeronave então mergulhou no congelante Rio Potomac. Caiu entre dois dos três vãos da ponte, entre o vão norte da I-395 (Ponte da 14th Street) e os vãos norte e sul do HOV, a cerca de 200 pés (61 m) da costa. Todos, exceto a seção da cauda, submergiram rapidamente.
Das pessoas a bordo da aeronave:
- Quatro membros da tripulação (incluindo ambos os pilotos) morreram;
- Um membro da tripulação ficou gravemente ferido;
- Setenta dos 74 passageiros morreram;
- Acredita-se que dezenove ocupantes tenham sobrevivido ao impacto, mas seus ferimentos os impediram de escapar.[10]

Dos motoristas que estavam na ponte: 
- Quatro ferimentos fatais sofridos;
- Um sofreu ferimentos graves;
- Três ferimentos leves sofridos.

Agarrados à cauda do avião acidentado no gelado rio Potomac, estavam a aeromoça Kelly Duncan e quatro passageiros: Patricia "Nikki" Felch, Joe Stiley, Arland D. Williams Jr. (amarrado e preso em seu assento) e Priscilla Tirado. Duncan inflou o único dispositivo de flutuação que eles puderam encontrar e o passou para Felch que estava gravemente ferido. O passageiro Bert Hamilton, que estava flutuando na água nas proximidades, foi o primeiro a ser retirado da água.
Enquanto as câmeras de notícias transmitiam o resgate ao vivo para o país, um helicóptero logo chegou e tentou transportar os sobreviventes para a costa por meio de cordas com coletes salva-vidas. O passageiro Bert Hamilton e a comissária de bordo Kelly Duncan foram resgatados dessa maneira. O helicóptero então retornou para resgatar os sobreviventes Joe Stiley e Priscilla Tirado, mas Stiley perdeu seu controle sobre Tirado quando eles foram arrastados pelo rio semi-congelado, e ela ficou presa em um bloco de gelo.

### Respostas ao acidente
Muitos escritórios federais no centro de Washington fecharam cedo naquele dia em resposta ao rápido desenvolvimento das condições de nevasca. Assim, existia um grande backup de tráfego em quase todas as estradas da cidade, tornando muito difícil chegar ao local do acidente por meio de ambulâncias. O rebocador Capstan (WYTL 65601) de 65 pés (20 m) da Guarda Costeira e sua tripulação estavam baseados nas proximidades. As funções do barco incluem quebrar o gelo e resgatar na água. O Capstan estava consideravelmente mais adiante, rio abaixo, em outra missão de busca e resgate. A resposta de emergência em solo foi muito prejudicada por estradas cobertas de gelo e tráfego congestionado. As ambulâncias enviadas às 16h07 levaram 20 minutos para chegar ao local do acidente. Ambulâncias que tentavam chegar ao local foram até mesmo conduzidas pela calçada em frente à Casa Branca. As equipes de resgate que chegaram ao local não puderam ajudar os sobreviventes na água porque não tinham equipamento adequado para alcançá-los. Águas abaixo de zero e gelo pesado tornavam impossível nadar até eles. Várias tentativas de lançar uma corda de salvamento improvisada (feita de cintos e qualquer outra coisa disponível que pudesse ser amarrada) para os sobreviventes se mostraram ineficazes. As tentativas de resgate por oficiais de emergência e testemunhas foram gravadas e transmitidas ao vivo por repórteres da área e, como o acidente ocorreu na capital do país, um grande número de funcionários da mídia estava disponível para fornecer uma cobertura rápida e abrangente.

Roger Olian, um capataz de chapa metálica do Hospital St. Elizabeths, um hospital psiquiátrico de Washington, estava a caminho de casa pela 14th Street Bridge em seu caminhão quando ouviu um homem gritando que um avião estava na água. Ele foi o primeiro a pular na água para tentar alcançar os sobreviventes. Ao mesmo tempo, vários militares do Pentágono - Steve Raynes, Aldo De La Cruz e Steve Bell - correram até a beira da água para ajudar Olian.
Ele só viajou alguns metros e voltou, o gelo grudando em seu corpo. Pedimos a ele que não tentasse de novo, mas ele insistiu. Alguém agarrou uma corda curta e cabos de bateria e ele saiu novamente, talvez indo apenas 30 pés. Nós o puxamos de volta. Alguém deu ré no jipe e nós o pegamos e o colocamos lá. Tudo o que se podia fazer era dizer aos sobreviventes que esperassem e não perdessem as esperanças. Havia alguns pedaços do avião em terra que fumegavam e dava para ouvir os gritos dos sobreviventes. Mais pessoas chegaram perto da costa da ponte, mas ninguém pôde fazer nada. O gelo estava quebrado e não havia como sair dali. Foi tão assustador que um avião inteiro desapareceu, exceto por uma seção da cauda, os sobreviventes e alguns pedaços de destroços do avião. O cheiro de combustível de jato estava em toda parte, e você podia sentir o cheiro em suas roupas.
Nesse ponto, os controladores de voo estavam cientes apenas de que o avião havia desaparecido do radar e não respondia às chamadas de rádio, mas não tinham ideia do que havia acontecido ou da localização do avião.
Aproximadamente às 16h20 EST (17h20 UTC-3, 21h20 UTC), o Eagle 1, um helicóptero Long Ranger Bell 206L-1 (número de registro N22PP) da Polícia Florestal dos EUA, baseado no "Eagles Nest" no Anacostia Park em Washington e pilotado pelo piloto Donald W Usher e o paramédico Melvin E. Windsor chegaram e começaram a tentar transportar os sobreviventes para a costa. Com grande risco para si próprios, a tripulação trabalhou perto da superfície da água, ao mesmo tempo chegando tão perto do rio obstruído pelo gelo que os patins do helicóptero mergulharam abaixo da superfície.
A tripulação do helicóptero baixou uma linha para os sobreviventes para rebocá-los até a costa. O primeiro a receber a linha foi Bert Hamilton, que navegava cerca de 10 pés (3 m) da cauda flutuante do avião. O piloto o puxou pelo gelo até a costa, evitando as laterais da ponte. A essa altura, alguns bombeiros / resgate haviam chegado para se juntar aos militares e civis que puxaram Hamilton (e os próximos / últimos três sobreviventes) da beira da água até as ambulâncias que esperavam. O helicóptero voltou para a cauda da aeronave, e desta vez Arland D. Williams Jr. (às vezes referido como "o sexto passageiro") pegou a linha. Williams, incapaz de se soltar dos destroços, passou a linha para a comissária de bordo Kelly Duncan, que foi rebocada para a costa. Em sua terceira viagem de volta aos destroços, o helicóptero baixou duas cordas salva-vidas, temendo que os sobreviventes restantes tivessem apenas alguns minutos antes de sucumbir à hipotermia. Williams, ainda amarrado aos destroços, passou uma linha para Joe Stiley, que estava segurando Priscilla Tirado em pânico e cega (devido ao combustível de aviação), que havia perdido seu marido e filho. A colega de trabalho de Stiley, Nikki Felch, pegou a segunda linha. Quando o helicóptero puxou os três pela água e blocos de gelo em direção à costa, Tirado e Felch perderam o controle e caíram de volta na água.
Priscilla Tirado estava fraca demais para agarrar a corda quando o helicóptero voltou para ela. Uma testemunha que observava, o assistente do Congressional Budget Office Lenny Skutnik, tirou o casaco e as botas e, de mangas curtas, mergulhou na água gelada e nadou para puxá-la com sucesso para a costa. O helicóptero então seguiu para onde Felch havia caído, e o paramédico Gene Windsor saltou para a derrapagem do helicóptero e agarrou-a pelas roupas para levantá-la para a derrapagem com ele, trazendo-a para a costa. Quando a tripulação do helicóptero voltou para buscar Williams, os destroços em que ele estava amarrado rolaram ligeiramente, submergindo-o; de acordo com o legista, Williams foi o único passageiro a morrer por afogamento. Seu corpo e os dos outros ocupantes foram posteriormente recuperados.
Embora o clima tenha causado um início precoce do tráfego do horário de pico de Washington, frustrando o tempo de resposta das equipes de emergência, a hora do rush também significou que os trens do metrô de Washington estavam lotados quando, apenas 30 minutos após a queda do voo 90, o metrô sofreu seu primeiro acidente fatal, na estação Federal Triangle. Isso significava que o aeroporto mais próximo de Washington, uma de suas principais pontes dentro ou fora da cidade e uma de suas linhas de metrô mais movimentadas foram fechadas simultaneamente, paralisando grande parte da área metropolitana.
O Aeroporto Nacional de Washington foi sempre criticado pela falta de segurança. A pista usada pelo Boeing que caiu obriga os aviões a fazerem uma manobra perigosa sobre o Rio Potomac e, além disso os pilotos tem de reduzir a potência dos motores logo após a decolagem por causa do ruído.

## Respostas na mídia
O primeiro membro da mídia a chegar foi Chester Panzer da WRC-TV. Um membro da tripulação e ele, voltando de outra história, ficaram presos no trânsito em seu veículo de notícias na George Washington Parkway quando o avião caiu a algumas centenas de metros deles. Minutos depois, eles estavam gravando um vídeo da cena do acidente, mostrando destroços e sobreviventes na água, junto com a chegada dos primeiros socorros. Chester capturou o memorável mergulho de Lenny Skutnik para tirar Priscilla Tirado da água gelada. Seu trabalho rendeu-lhe as honras de finalista do Prêmio Pulitzer de 1983 por fotografia de notícias pontuais.
John Goldsmith, um repórter excêntrico da WDVM-TV (agora WUSA), por acaso estava no Aeroporto Nacional antes do incidente, fazendo uma história sobre a tempestade de neve, e até mesmo capturou imagens do voo 90 antes da decolagem. Ele foi o primeiro jornalista a entrar no ar para noticiar a história.

Os meios de comunicação seguiram a história com diligência. Notavelmente, o The Washington Post publicou uma história sobre o então sobrevivente não identificado do acidente, Arland D. Williams Jr., que entregou o salva-vidas a outras pessoas e se afogou antes de ser resgatado:
Ele tinha cerca de 50 anos, um entre meia dúzia de sobreviventes agarrados a destroços retorcidos balançando no Potomac gelado quando o primeiro helicóptero chegou. Para a tripulação de dois homens da Polícia do Parque do helicóptero, ele parecia o mais alerta. Coletes salva-vidas foram jogados, depois uma bola de flutuação. O homem os passou para os outros. Em duas ocasiões, lembrou a tripulação na noite passada, ele entregou uma corda de salvamento da máquina flutuante que poderia tê-lo arrastado para um local seguro. A tripulação do helicóptero que resgatou cinco pessoas, as únicas sobreviventes do jato, ergueu uma mulher até a margem do rio e arrastou mais três pessoas pelo gelo para um lugar seguro. Então, o salva-vidas salvou uma mulher que tentava nadar para longe dos destroços que estavam afundando, e o piloto do helicóptero, Donald W. Usher, voltou ao local, mas o homem havia sumido.
No dia seguinte ao acidente, na rádio de Washington, D.C., o disc-jockey da WWDC Howard Stern fingiu ligar para o balcão de passagens da Air Florida para perguntar sobre a compra de passagens para a ponte da 14th Street.

## Investigação e conclusão do NTSB
O 737 havia se quebrado em vários pedaços grandes com o impacto - o nariz e a seção da cabine, a cabine até o ponto de fixação da asa, a cabine de trás das asas para o andar de baixo traseiro e a empenagem. Embora as velocidades reais de impacto fossem baixas e bem dentro dos limites de sobrevivência, o rompimento estrutural da fuselagem e a exposição à água gelada se mostraram fatais para todas as pessoas a bordo do avião, exceto aquelas sentadas na cauda. O NTSB concluiu que o acidente não tinha sobrevivência. A determinação da posição do leme, flaps, profundor e ailerons não foi possível devido a danos por impacto e à maior parte do sistema de controle de voo tendo sido destruído.

O Conselho Nacional de Segurança nos Transportes determinou que a causa provável do acidente incluía a falha da tripulação de voo em impor uma cabine esterilizada durante o procedimento final da lista de verificação pré-voo. Os aquecedores anti-gelo dos motores não foram acionados durante a operação em solo e na decolagem. A decisão de decolar com neve / gelo nas superfícies do aerofólio da aeronave e a falha do capitão em rejeitar a decolagem durante o estágio inicial quando sua atenção foi chamada para leituras anômalas dos instrumentos do motor também foram erradas.
O NTSB afirmou ainda:

Contribuíram para o acidente o prolongado atraso no solo entre o degelo e o recebimento da autorização de decolagem do ATC, durante o qual a aeronave foi exposta à precipitação contínua, as características de pitch up inerentes conhecidas da aeronave B-737 quando a borda de ataque está contaminada com até mesmo pequenas quantidades de neve ou gelo, e a experiência limitada da tripulação de voo em operações de inverno de transporte a jato.

## Consequências a longo prazo

### Honrarias
O "sexto passageiro", que sobreviveu ao acidente e repetidamente cedeu as linhas de resgate para outros sobreviventes antes de se afogar, foi mais tarde identificado como o examinador de banco Arland D. Williams Jr., 46 anos. O vão reparado da ponte da 14th Street sobre o rio Potomac no local do acidente, então denominado Ponte Rochambeau, foi renomeado como Ponte Memorial Arland D. Williams Jr. em sua homenagem. A Citadel na Carolina do Sul, onde se formou em 1957, tem vários memoriais em sua homenagem. Em 2003, a nova Escola Primária Arland D. Williams Jr. foi inaugurada em sua cidade natal, Mattoon, no Condado de Coles, Illinois.
Os civis Roger Olian e Lenny Skutnik receberam a medalha de ouro de salva-vidas da Guarda Costeira. Arland D. Williams Jr. também recebeu o prêmio postumamente. Skutnik foi apresentado à sessão conjunta do Congresso dos EUA durante o discurso do presidente Ronald Reagan sobre o Discurso sobre o Estado da União no final daquele mês.
A Guarda Costeira concedeu uma Medalha Salva-Vidas de Prata a dois tripulantes do helicóptero Eagle 1 da Polícia de Parques dos Estados Unidos. Como a Polícia de Parques dos Estados Unidos faz parte do Departamento do Interior dos Estados Unidos, o piloto Donald W. Usher e o paramédico Melvin E. Windsor também receberam o Prêmio Valor do Ministério do Interior, entregue em cerimônia especial logo após o acidente pelo secretário do Interior, James G. Watt. Mais tarde, Usher tornou-se superintendente do National Park Service Law Enforcement Training Center localizado na FLETC em Brunswick, Geórgia, antes de se aposentar em dezembro de 2012.
Roger Olian, Lenny Skutnik, Donald Usher e Melvin Windsor receberam, cada um, a medalha do Carnegie Hero Fund. Kelly Duncan, a única comissária de bordo sobrevivente, foi reconhecida no relatório do acidente do NTSB por seu "ato altruísta" de dar o único colete salva-vidas que ela conseguiu encontrar para um passageiro.

### Mudanças nos procedimentos
A investigação após o acidente, especialmente em relação à falha do piloto em responder às preocupações da tripulação sobre o procedimento de degelo, levou a uma série de reformas nos regulamentos de treinamento de pilotos. A culpa parcial foi colocada na jovem e inexperiente tripulação de voo, que tinha uma idade combinada de apenas 65 anos e havia começado suas carreiras como pilotos comerciais menos de cinco anos antes. Típico das companhias aéreas iniciantes e de baixo custo, a Air Florida frequentemente contratava jovens pilotos que trabalhavam por menos dinheiro do que os veteranos e buscavam obter experiência de voo antes de ingressar em uma grande companhia aérea. Tornou-se um estudo de caso amplamente utilizado por tripulações aéreas e equipes de resgate.

### Contribuição à falência da Air Florida
A Air Florida começou a diminuir seu serviço e a reduzir o número de funcionários para lidar com a diminuição das finanças e guerras de tarifas. A companhia aérea finalmente entrou com um pedido de proteção contra falência, Capítulo 11, dois anos e meio após o acidente.
O desacordo surgiu sobre se o acidente da Air Florida foi um fator significativo para o fracasso da empresa. Ken Kaye, do South Florida Sun Sentinel, disse: "O acidente da Air Florida levou ao fim da transportadora. Embora já tenha sido uma companhia aérea robusta, voando para 30 cidades na Flórida, no Nordeste dos EUA e no Caribe, a empresa entrou com pedido de falência e aterrou sua frota em julho de 1984. Good Morning America também declarou:" O acidente da Air Florida levou ao eventual falecimento da companhia aérea".
Suzy Hagstrom, do Orlando Sentinel, disse: "Cronologicamente, a queda do voo 90 pode ter marcado o começo do fim para a Air Florida, mas especialistas em aviação dizem que não causou ou desencadeou a falência da companhia aérea". Paul Turk, diretor de publicações da empresa de consultoria de aviação Avmark Inc., disse que muitas companhias aéreas enfrentaram dificuldades na década de 1980 devido a guerras de tarifas, recessão e declínio nas viagens, e que a Air Florida já havia enfrentado dívidas crescentes e perdas financeiras antes para o acidente. Turk argumentou: "A Air Florida teria falido sem o acidente". Thomas Canning, analista sênior de linhas aéreas da Standard & Poor's, disse: "Não acredito que um acidente possa fazer ou destruir uma companhia aérea. Muitos outros fatores estão envolvidos na falência da Air Florida".

## Na cultura popular
- A série de TV canadense Mayday do Discovery Channel Canada / National Geographic (também chamada de Air Crash Investigation ou Air Emergency) fez a reconstituição do acidente e entrevistas com os sobreviventes e investigadores envolvidos no desastre em um episódio intitulado "Disaster on the Potomac" (exibido em alguns países como "Tragedy on the Potomac" [no Brasil "Tragédia no Rio Potomac"][31]).
- A série Nova da PBS apresentou o acidente em um episódio intitulado " Why Planes Crash".
- A série Seconds From Disaster ("Segundos Fatais" no Brasil) do National Geographic Channel também reconstituiu o acidente através de computação gráfica e entrevistas com os sobreviventes e o investigador-chefe do NTSB para o desastre no episodio intitulado "Plane Crash in the Potomac". ("Acidente Aéreo em Washington" no Brasil).[32]
- Um dos episódios de "Aircrash Confidential" também cobriu o acidente.
- A queda também foi dramatizada no filme de 1984 feito para a TV, Flight 90: Disaster on the Potomac .
- O docudrama Critical Rescue também dedicou um episódio inteiro aos heróis do desastre.
- O vôo também foi mostrado no programa When Weather Changed History no The Weather Channel, dos Estados Unidos .
- O National Law Enforcement Museum, que foi inaugurado em Washington, D.C. , em 2018, tem imagens do acidente em exibição, juntamente com entrevistas de sobreviventes e outros relatos em primeira mão. A exibição inclui o helicóptero da Polícia do Parque dos EUA envolvido no resgate de sobreviventes do voo 90.
- A série de documentários "Aircrash Confidential" ("Catástrofes Aéreas") do Discovery Channel também fez uma reconstituição do acidente no 6º episódio da 1ª temporada, intitulado "Extreme Weather" ("Clima Extremo" no Brasil).[33]
- Arland D Williams, Jr., é comemorado na canção de Sarah Hickman "Last Man in the Water".[34]